# Durham, Carolina de Nord
Durham este o municipalitate, un oraș și sediul comitatul Durham, care se extinde și în comitatele vecine, Orange și Wake, din statul Carolina de Nord, Statele Unite ale Americii.